# Famille FitzGerald

Armoiries de FitzGerald : D'argent au sautoir de gueules.

La famille FitzGerald est une des plus illustres familles anglo-normandes d'Irlande. Le nom FitzGerald signifie fils de Gérald. Cette famille est aussi appelée Géraldine.

## Histoire de la famille
Elle est issue de deux fils de Gérald FitzWalter de Windsor et de la princesse galloise Nest ferch Rhys, fille de Rhys ap Tewdwr.
Les descendants de Maurice FitzGerald le fils aîné (mort en 1177) arrivé en Irlande en 1169, furent successivement barons d'Offaly en 1205 et comte de Kildare en 1316 puis vicomte de Leinster en 1746, marquis de Kildare en 1761 et enfin de duc de Leinster en 1766.
Les descendants de son frère cadet William FitzGerald (mort en 1173) reçurent le titre de seigneur en 1270 puis comte de Kerry en 1722. Cette famille s'éteignit en ligne directe en 1818 mais une branche latérale, celle des marquis de Lansdowne (en), titre créé en 1784, existe encore.
Une branche cadette issue de Maurice FitzThomas « FitzGerald » mort en 1355 devint comte de Desmond en 1329 et s'éteignit en 1583 après l'élimination du dernier comte et la mort de James FitzMaurice FitzGerald.

## Membres importants
- Gérald de Windsor († entre 1116 et 1136), lord d'Eton et constable de Windsor, s'attache au service d'Arnoul de Montgommery, et participe à la conquête du Deheubarth dans le sud-ouest du Pays de Galles. Il devient constable de Pembroke, et après 1097 épouse la princesse galloise Nest ferch Rhys. Son fils aîné Guillaume, et ses descendants, restent au Pays de Galles et sont lords de Carrew. Son autre fils et ses beaux-fils participent à l'invasion normande de l'Irlande et s'y établissent.
- Son aîné Guillaume est le père de Raymond le Gros († 1189/1192), qui participe avec Strongbow à l'invasion de l'Irlande ; et de Odo qui est le primogéniteur des Lords de Carrew.
- Son benjamin David († 1176), est évêque de St David's à partir de 1148.
- Maurice († 1176), participe à l'invasion de l'Irlande. Trois de ses fils sont les primogéniteurs de branches importantes de la famille FitzGerald.
  - les barons de Naas descendent de Guillaume FitzMaurice ;
  - Maurice et John, les deux fils de Thomas FitzMaurice fondent des lignées qui seront respectivement Lords de Kerry et comtes de Desmond.
  - les descendants de Gérald FitzMaurice († 1204) par Maurice FitzGerald († 1257), sont barons d'Offaly et comte de Kildare (à partir de 1316).
- Gearóid Mór et son fils Gearóid Óg FitzGerald gouvernèrent de facto l'Irlande avec le titre de Lord Deputy d'Irlande de 1478 à 1494 et 1496 à 1513 pour le père et de 1513 à 1520 et de 1532 à 1534 pour le fils. L'exécution de Thomas FitzGerald, 10e comte de Kildare en 1537 marqua la fin du rôle politique des FitzGerald de Kildare.

## Généalogie
Arbre généalogique des membres principaux.

### Tableau 1
```
Gautier FitzOther
│
├─> Guillaume FitzWalter († av. 1105), 
constable
 de Windsor et lord de Eton
│   │
│   └─> Famille des 
Lords Windsor de Stanwell
.
│
└─> 
Gerald de Windsor
 († 1116/1136), constable de 
Pembroke

    × 
Nest ferch Rhys

    │
    ├─> Guillaume († 1173), lord de Carrew
    │   │
    │   ├─> 
Raymond le Gros
 († 1189/1192)
    │   │
    │   └─> Odo, 
primogéniteur de la famille Carrew

    │   
    ├─> 
David
 († 1177), 
évêque de St David's

    │
    ├─> Angharad × Guillaume de Barri
    │   │
    │   └─> 
Giraud de Barri
 († 1220/1223), chroniqueur
    │
    └─> 
Maurice
 († 1176)
        │
        ├─> Guillaume FitzMaurice († v. 1200)
        │   × 
Aline de Clare

        │   │
        │   └─> William FitzWilliam († 1227), baron de Naas
        │       └─> 
Famille des barons de Naas.

        │
        ├─> Nesta × 
Hervey de Montmorency

        │
        ├─> 
Thomas FitzMaurice
 († 1213), lord Cornello
        │   │
        │   ├─> Maurice FitzThomas († 1253)
        │   │   │
        │   │   └─> 
Famille des Lords Kerry.

        │   │
        │   └─> John FitzThomas († 1261)
        │       │
        │       └─> 
Comtes de Desmond

        │
        └─> 
Gerald FitzMaurice
 († 1204), baron d'Offaly
            │
            └─> 
Maurice FitzGerald
 († 1257), lord d'Offaly
                │
                ├─> Gerald FitzMaurice († 1243)
                │   └─> 
Maurice
 († 1268), baron d'Offaly
                │       └─> 
Gerald
 († 1287), baron d'Offaly
                │
                ├─> 
Maurice FitzMaurice
 († 1286), justicier d'Irlande
                │
                └─> Thomas FitzMaurice († 1271)
                    │
                    └─> 
John FitzThomas
 († 1316), baron d'Offaly, 
1
er
 
comte de Kildare

                        │
                        └─> 
Comtes de Kildare
```